# Brigitte Bémol
Brigitte Bémol, née le 11 avril 1968, est une actrice et scénariste française.

## Biographie
Comme actrice, elle est nommée deux fois au prix Simon et joue de nombreux rôles au cinéma et à la télévision.
Au cinéma, elle tourne avec Philippe Harel, Mathieu Kassovitz, Frédéric Schoendoerffer, Claude Berri, Emmanuel Carrère et Alexandre Castagnetti. Elle co-écrit Amour et Turbulences (avec Alexandre Castagnetti, 2015) et La Cible (avec Julien Simonet, 2018).
À la télévision, elle participe à de nombreux téléfilms et séries. Comme scénariste, elle co-créé Les Invincibles (2010-2011, Arte) et travaille sur Un village français (2009-2017, France 3).

## Filmographie

### Cinéma
- 1992 : Un été sans histoires
- 1993 : Je m'appelle Victor
- 1993 : Métisse
- 1994 : Elle voulait faire quelque chose
- 1995 : La Poudre aux yeux de Maurice Dugowson
- 1996 : Je n'en ferai pas un drame
- 1999 : La Débandade
- 2000 : Scènes de crimes
- 2003 : Tristan
- 2004 : L'Incruste, fallait pas le laisser entrer !
- 2005 : La Moustache
- 2005 : La petite flamme

### Télévision
- 1994 : Ferbac (série télévisée)
- 1996 : Profession infirmière (série télévisée)
- 1996 : La guerre des moutons
- 1997 : Navarro (série télévisée)
- 1998 : Bob le magnifique
- 2000 : Coup de lune
- 2001 : Psy d'urgence (série télévisée)
- 2002 : Avocats et Associés (série télévisée)
- 2002-2004 : Le Camarguais (série télévisée)[2]
(également diffusée sur la chaîne Équidia)
- 2003 : Une deuxième chance
- 2005-2008 : Femmes de loi
- 2007 : Père et maire (série télévisée)
- 2007 : Section de recherches (série télévisée)
- 2008 : Une femme à abattre
- 2009 : Sœur Thérèse.com (série télévisée)
- 2009-2017 : Un village français (série télévisée)
- 2010-2011 : Les Invincibles (série télévisée)